# Stephansplatz (Wiedeń)

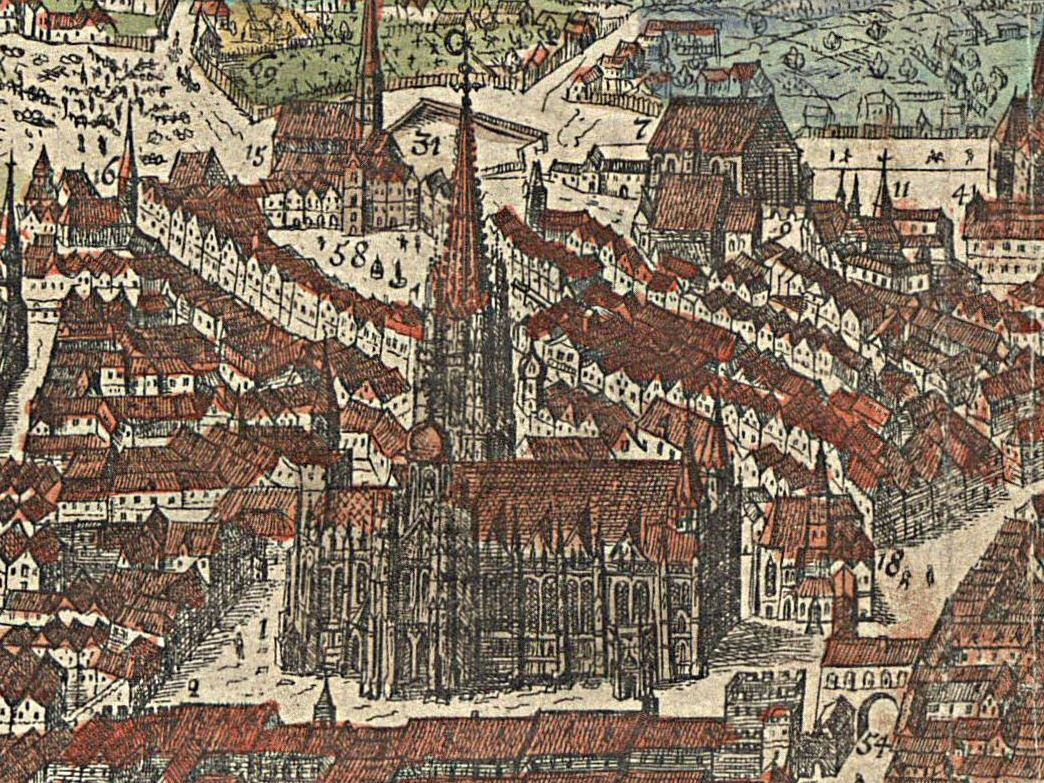
Stephansplatz, 1609

Stephansplatz (Plac św. Szczepana) – centralny plac Wiednia, leżący w historycznym centrum miasta. 
Nazwa placu pochodzi od usytuowanej na nim średniowiecznej Katedry św. Szczepana (Stephansdom), będącej do dziś jednym z najwyższych kościołów na świecie i jednocześnie jednym z symboli Wiednia. 
Od Stephansplatz odchodzą ekskluzywne ulice handlowe: Kärntner Straße (ulica Karyncka) oraz plac Graben (dosłownie „rów”).
Znajdująca się pod placem stacja metra Stephansplatz stanowi węzeł komunikacyjny linii metra U1 i U3. Można z niej dojechać do wielu wiedeńskich atrakcji turystycznych.